# Thomas Feiner
Thomas Feiner (nascido em 1968 em Gotemburgo, na costa oeste da Suécia, e com pais de origem russa e polaca) é um cantor e músico sueco. Foi vocalista da banda Anywhen durante a década de 1990, lançando em CD os discos As We Know It (1993), Anywhen (1997) e The Opiates (2001); este último álbum gravado quando a banda já se desfazia e sendo relançado em 2008 pela gravadora Samadhisound, de David Sylvian, - em edição com nova masterização e com o título Thomas Feiner & Anywhen: The Opiates - Revised - nos Estados Unidos e Reino Unido. A partir daí, Feiner lançou outros trabalhos em MP3.

## História

### 1968-1988: Formação musical
Nascido na costa oeste sueca, em 1968, Thomas começou com aulas de trompete na escola de música pública, aos 10 anos de idade, participando em várias orquestras juvenis ao longo dos anos escolares. Isto gradualmente deu lugar a experimentos musicais com sintetizadores, quando estes começaram a se tornar acessíveis. Durante e após os anos da adolescência participou de bandas, começando a cantar por falta de outros voluntários. Gravou algumas demos e fez alguns shows até o ano de 1988.

### 1989-2001: Anywhen
Em 1989 Thomas Feiner participou da formação da banda Anywhen, que lançou três discos de estúdio entre 1993 e 2001, sendo composta por ele nos vocais, Frederik Falander (guitarra), Mikael Andersson (baixo), Kalle Thorsland (bateria), e pelos programadores Jan Sandahl e Erik Nolander. Os discos lançados foram: As We Know It (1993), Anywhen (1997) e The Opiates (2001). Durante o período de gravação deste último álbum, Thomas afirma que "os outros rapazes se envolveram cada vez mais em suas várias carreiras e estudos. Como o projeto (The Opiates) progrediu, ficou evidente que todos nós tivemos diferentes ambições. Eu era a pessoa mais empenhada em fazer este disco, e como se tornara óbvio que os membros da banda tinham crescido afastados, sem conflitos ou palavras duras, fiquei sozinho no projeto, na maioria das vezes, ocasionalmente assistido pelo baterista, Kalle, e pelo baixista, Mikael".

### 2002-2008: Samadhisound,Thomas Feiner & Anywhen: The Opiates - Revised
Enquanto o álbum The Opiates, com o Anywhen, começara como um esforço do grupo, a banda se dissolveu nos dois anos que levaram para completá-lo, deixando Feiner para terminar o projeto por sua conta. Durante o período entre 2002 e 2008, Thomas Feiner recebe um e-mail do ex vocalista do Japan, David Sylvian. fornecendo-lhe um convite para gravar em seu selo, Samadhisound. Deste convite resulta o lançamento do álbum Thomas Feiner & Anywhen: The Opiates - Revised (2008), uma reformulação do disco de 2001, do Anywhen, com um novo trabalho de capa por David Sylvian e Chris Bigg (sobre uma fotografia de Jean Cocteau, por Cecil Beaton), uma canção removida ("Where's The High?") e duas novas canções acrescentadas ("Yonderhead" e "For Now"). Outra música, "Dinah And The Beautiful Blue", já estivera presente no primeiro álbum do Anywhen, As We Know It. Esta nova versão do disco apresenta os músicos Mikael Tigerström (baixo),  Dag Young (guitarra, piano, órgão e vocais de apoio), Jan Sandahl (guitarra), Kalle Thorslund (guitarra, bateria e percussão), Eric Amarillo (flauta), Marcin Kaminski (flauta), Andrzej Zielinski (acordeão), Sara Kylander (vocais de apoio); além de violinos e instrumentos de sopro por integrantes da Radio Symphony Orchestra de Varsóvia. Os seguintes vídeos, postados no Youtube, são anunciados na página da Samadhisound para promover o lançamento: "All That Numbs You" (em 13 de maio de 2008) e "The Siren Songs" (em 21 de julho de 2008). Considerado por Sylvian, em sua descoberta, como "um clássico perdido", The Opiates, em sua nova versão, é assim definido por John Clarkson: "A impressão duradoura que The Opiates - Revised deixa é a de estar embriagado. De estar nas garras de uma paixão tão absorvente que é esmagadora em sua doçura, mas também debilitante".
Feiner também colaborara com vocais, bandolim e samplers, para a música "Sow The Salt", lançada pelo irmão de David, Steve Jansen, em seu disco Slope (2007). A biografia em sua página oficial também informa que em 2003 Feiner fora contratado para escrever a música para o filme alemão "Love in Thoughts", de onde a música "For Now" foi retirada para o disco de 2008.

### 2009-2016: Novos lançamentos e participações
Em fevereiro de 2010 a página oficial da banda The The posta versões de Thomas Feiner para a música "This Is The Day" em sua Radio-Cinéola, uma transmissão mensal de 15 minutos apresentada por Matt Johnson. Entre 2011 e 2015, Thomas Feiner disponibiliza em MP3 as músicas "Many Names" (2011), "Bested Bones" (com Ulf Jansson: 2012), "The Gospels" (com Fyfe Dangerfield: 2013), "Troth" (2014), "The Rainbow" (com Autumn Chorus, Fyfe Dangerfield: 2014), "The Gospels (instrumental)" (com Fyfe Dangerfield: 2015) e "Hold Up (It's a New Year)" (2015). Em 2011, ele escreveu a trilha sonora para o filme alemão e russo "4 Days in May". Também participou no álbum com covers do Talk Talk, Spirit of Talk Talk, lançado em 2012, tocando a música "The Rainbow", juntamente com Fyfe Dangerfield e Robbie Wilson (a mesma, remixada e remasterizada, lançada em 2014 com Autumn Chorus e Fyfe Dangerfield em MP3). No início de 2016, em abril, o cantor aparece em colaboração no segundo disco solo de Steve Jansen, Tender Extinction, em sua música de abertura, "Captured".

## Discografia

### Anywhen
- As We Know It (1993) - CD: Roligan Records, Suécia
- Anywhen (1997) - CD: Clearspot, Alemanha
- Blank (EP, 1997) - CD: Clearspot, Alemanha[20]
- The Opiates (2001) - CD: Clearspot, Alemanha[12]

### Trabalhos solo
- Thomas Feiner & Anywhen: The Opiates - Revised (lançamento: 18 de junho de 2008) - CD: Samadhisound, Estados Unidos e Reino Unido[8]
- "Many Names" (2011) - MP3, 05:47 minutos (lançamento: 22 de dezembro de 2011)[10]
- "Troth" (2014) - MP3, 03:54 minutos (lançamento: 01 de outubro de 2014)[10]
- "Hold Up (It's a New Year)" (2015) - MP3, 04:10 minutos (lançamento: 26 de outubro de 2015)[10]

### Parcerias
- "Bested Bones", com Ulf Jansson (2012) - MP3, 04:46 minutos (lançamento: 22 de dezembro de 2012)[10]
- "The Gospels", com Fyfe Dangerfield (2013) - MP3, 04:09 minutos (lançamento: 30 de dezembro de 2013)[10]
- "The Rainbow", com Autumn Chorus, Fyfe Dangerfield (2014) - MP3, 06:24 minutos (lançamento: 29 de dezembro de 2014)[10]
- "The Gospels (instrumental)", com Fyfe Dangerfield (2015) - MP3, 04:11 minutos (lançamento: 30 de março de 2015)[10]

### Participações
- Steve Jansen, álbum Slope (lançamento: 22 de outubro de 2007) - CD: Samadhisound (música "Sow The Salt")[4]
- The The, MP3 51st State Cafe (Radio-Cinéola, fevereiro de 2010) - The The webpage (músicas "This Is The Day - Part 1", "51st State Cafe", "This Is The Day - Part 2")[17]
- Talk Talk, álbum Spirit of Talk Talk (lançamento: 03 de setembro de 2012) - 02 CDs: Fierce Panda (música "The Rainbow")[18]
- Steve Jansen, álbum Tender Extinction (lançamento: 12 de abril de 2016) - CD: A Steve Jansen Production (música "Captured")[19]